# Ерића кућа
Ерића кућа изграђена је 1892. године у Чачку. Заштићена је као споменик културе од 2001. године.

## Архитектура
Вредна пословно-стамбена зграда у Чачку, познатија као Ерића кућа представља пример грађевинског објекта са краја 19. века. Кућа има локале у приземљу, а стамбене просторије на спрату. Такође, у дворишту се налазе пратеће просторије. Приземље је скромније и представљало је везу са скромним околним зградама и раскошно украшеним спратом. Дворишни део у приземљу је као и остатак куће преправљен и обновљен, али се на основу старијих фотографија може закључити да је имао отворен трем са три лучна отвора на масивним ступцима од опеке. Такође, на фотографијама се види и низ прозора на спрату, у преправљеним и делимично зазиданим лучним отворима.
Главна, улична фасада је посебно раскошна и симетрично постављена. Украшена је елементима необарока и неокласицизна од којих су најзаступљенији флорални мотиви.  
Двокрилним балконским вратима наглашена је вертикална симетрија фасаде, као и балконом чија је ограда од кованог гвожђа. По два прозора, украшена различитим декоративним елементима, постављена су на обе стране. Кућа је надвишена троделном и богатом атиком са уписаном годином изградње и металним акротеријама пирамидалног облика. Завршни део атике подељен је масивним ступцима на три дела - са стране су балустраде, а у средини је пуно уоквирено поље.
Рустика је наглашена у приземљу, а пластичност и допадљивост израза наглашени су у обради спрата, завршног венца и завршетака елевације.
Реконструкција и конзервација су извршене 1988. године по пројекту архитекте С. Милошевића.